# Lista de histórias publicadas em O Melhor da Disney
Esta é uma lista de histórias em quadrinhos Disney publicadas na coleção O Melhor da Disney - As Obras Completas de Carl Barks. Histórias de uma página ou menos não estão listadas.

## Primeira Fase
Histórias publicadas originalmente na revista Walt Disney's Comics and Stories de 1954 a 1959. Todas as histórias desta fase são protagonizadas pelo Pato Donald.

### Volume 1
- Espírito Esportivo
- Mania de Mascote
- Fugitivos da Escola
- As Formigas Devoradoras
- Quem Tutu Quer, Tutu Perde!
- Presentes para Todos
- A Batalha das Resoluções
- Donald, O Desastrado
- Puxa-Puxa, que Caramelo!
- A Cidade-Fantasma
- No Fundo do Mar
- Barulhada
- Donald vs. Gastão
- O Vendedor que Comprava Encrencas
- O Desafio das Bandeirantes
- Um Touro Inofensivo

### Volume 2
- Caçada Original
- Sujeira Pouca é Bobagem
- Resoluções Perigosas
- O Taxista Que Entrou Numa Fria
- E O Vento Levou...
- O Importante é Competir
- As Leis da Natureza
- Natação x Piano
- Excursionistas Modernos
- Prove se For Capaz
- Escola de Baleias
- O Artista das Nuvens
- Meninos Modernos
- A Princesa da Neve
- Contrabando na Fronteira
- Dom Quixote ou Pato Donald?

### Volume 3
- Ora, Ouvir Estrelas...
- Haja Tratador para Tais Mascotes
- O Supercorante
- O Fazedor de Chuva
- Cresça e Apareça
- O Monumento de Pedra
- Como Cultivar Maçãs
- Gerente de Hotel
- O Torneio do Burro Selvagem
- Presente de Natal
- O Carteiro Não Pode Parar
- Padeiro das Arábias
- Primeiro de Abril
- A Volta ao Mundo em 80 Minutos
- Caçada Humana
- Cortando o Mal pela Raiz

### Volume 4
- Transações Imobiliárias
- A Rã Saltadora
- Mania de Teatro
- Como se Pescam Botos
- Como Amestrar Coiotes
- Como Assar um Peru
- A Mina Misteriosa
- O Mundo Gira e o Pato Roda
- O Primeiro Dia de Primavera
- Torneio na Praia
- "Em Casa de Ferreiro..."
- A Ilha dos Patos
- O Pato Escondido na Floresta
- Herói Aqui é Água
- As Boas Ações de um Pato
- Sexta-Feira Negra

## Segunda Fase
Histórias publicadas originalmente na revista Walt Disney's Uncle Scrooge de 1952 a 1957. Histórias marcadas com um asterisco são protagonizadas pelo Professor Pardal e histórias sem marcação são protagonizadas pelo Tio Patinhas.

### Volume 5
- Nadando em Dinheiro
- Em Busca do Ouro
- Tio Patinhas Fica Pobre
- O Naufrágio do Ganso Dourado
- O Roubo da Caixa-Forte
- 1.000 Milhões em Perigo
- O Segredo da Atlântida

### Volume 6
- Paraíso Perdido
- O Mistério de José Constantino
- As Sete Cidades do Ouro
- Investimento Anônimo
- O Ouro e o Repolho
- Patinhas é Candidato
- O Lemingue e a Correntinha
- Corrida Complicada
- A Fabulosa Pedra Filosofal
- Herança de Família

### Volume 7
- A Grande Corrida de Barcos a Vapor
- Riquezas por Toda Parte
- O Velo de Ouro
- Fabricantes de Terremotos
- Franklin Moderno*
- A Coroa Perdida de Gêngis Khan
- Inventor de Tudo*
- Previsões do Futuro
- Qual o Mais Rico do Mundo?
- Professor Pardal X Gatos*
- O Progresso

### Volume 8
- Volta ao Passado
- Boa Resposta!*
- A Surpresa da Noite
- O Elemento mais Raro do Mundo
- Pescaria à Moda Pardal*
- Os Índios Nanicós
- O Último Invento*
- As Minas do Rei Salomão
- Lar, Macio Lar*
- A Cidade dos Telhados de Ouro
- Perfeito até Demais!*

## Terceira Fase
Histórias publicadas originalmente na revista Four Color de 1942 a 1950. Todas as histórias desta fase são protagonizadas pelo Pato Donald.

### Volume 9
- O Tesouro do Pirata
- O Anel da Múmia
- Invasão de Animais
- Tempo Quente no Alasca
- O Mistério do Pântano

### Volume 10
- O Terror do Rio
- O Incendiário
- O Caso das Focas
- No País dos Vulcões
- O Mau Perdedor
- O Fantasma da Caverna
- Eu Fui Um Canguru!
- Natal nas Montanhas

### Volume 11
- O Segredo do Castelo
- O Xerife do Vale Balaço
- A Árvore de Natal Dourada
- O Felizardo do Pólo Norte
- Donald na África
- O Papagaio Contador

### Volume 12
- Perdidos nos Andes
- A Terra dos Ídolos
- Em Busca do Unicórnio
- Pérsia Antiga
- Meu Reino por uma Ampulheta
- O Circo e o Palhaço

## Quarta Fase
Histórias publicadas originalmente na revista Walt Disney's Uncle Scrooge de 1958 a 1963. Histórias marcadas com um asterisco são protagonizadas pelo Professor Pardal e histórias sem marcação são protagonizadas pelo Tio Patinhas.

### Volume 13
- O Poço de Dinheiro
- O Espantalho*
- O Rio de Ouro
- O Homem e a Máquina*
- Os Estranhos Naufrágios
- Nadar é para os Peixes*
- O Fabuloso Magnata
- A Lua de Vinte e Quatro Quilates
- O Ciclone*
- A Tinta Mágica
- O Holandês Voador
- O Poço dos Desejos*
- Cada Macaco no seu Galho
- Que Invenção Penosa!*
- A Cidade Fantasma

### Volume 14
- As Minas do Rei Toleimon
- O Campeão de Dinheiro
- Uma Invenção Luminosa*
- O Grande Vencedor
- A Monstruosa Máquina Paulo Bunian
- Que Rata, Rato!*
- A Forquilha Mágica
- Ilha no Espaço
- Corrida de Lanchas*
- O Cão dos Whiskervilles
- O Grande Operador
- Em Tempo de Guerra*
- O Mestre Caçador
- O Milho Que Valia Milhões
- Ladrões Inventores*
- Azar de Sexta-Feira

### Volume 15
- Aquilo não era Lenda
- Prof. Pardal e A Feitiçaria*
- Mania de Festa
- Bilhões num Buraco
- Eles nunca Estão Contentes*
- Os Tantãs da Selva
- O Mistério de Valíala
- O Rival Engenhoso*
- O Clássico das Latas-Velhas
- O Navio de Ouro
- O Último Invento do Prof. Pardal*
- Um Leão de Presente
- O Toque de Midas
- Davi e Golias*
- O Bode que comia Dinheiro
- O Tesouro de Ali Babá

### Volume 16
- O Vidro Indestrutível
- Inventores Culinários*
- A Sorte é para Quem sabe Ter
- Nas Selvas do Alto Amazonas
- Números Marinhos*
- Um Tanque cheio de Truques
- Odisséia de Cinco Patos
- Carteiro Arteiro*
- O Símbolo da Posição Social
- O Limpa-Neve*
- O Caso do Dinheiro Pegajoso
- A Volta da Feiticeira
- Torrada Espacial*
- Peixes Milionários
- O Grande Colecionador de Barks

## Quinta Fase
Histórias publicadas originalmente na revista Walt Disney's Comics and Stories de 1943 a 1948. Todas as histórias são protagonizadas pelo Pato Donald exceto "Pluto Salva o Navio".

### Volume 17
- Plantar é de Lascar
- Nas Asas do Azar
- Palmas que Ele merece
- Piloto sem querer
- Um Caso Cavalar
- O Grande Caçador
- Pato Donald e o seu "Bom" Vizinho
- Água Mole em Cabeça Dura...
- Esporte de Inverno
- Guerra em Família
- Papagaio! Que Papagaio!
- Os Três Patinhos Sujos
- De Gênio e de Louco...
- Barqueiros Rivais
- Louco por Fotos
- O Falcão do Terror

### Volume 18
- O Caso Está Engessado!
- Bamba Mesmo era só a Corda
- A Moeda do Azar
- Eu quero Uma Casa na Praia
- Invasão de Domicílio
- Marinheiro de Primeira Viagem
- Os Campeões de Patinação
- O Bom da Sela
- Assaltos e Sobressaltos
- Donald e o Pica-Pau
- Tio Herói
- Em Potro Xucro não se pode confiar
- Radar Tantã, Pato Biruta
- Os Detetives Mirins
- Campeão de ESQUIsitice
- A Melhor Recompensa

### Volume 19
- As Resoluções de Ano Novo
- Uma História de Papagaio
- O Pescador ficou Uma Vara
- Sem Poupança, Você dança
- Minha Pipa está no Ar
- Sansão e Dalila
- O Cãozinho de Sangue Azul
- Uma Armadilha para o Donald
- Os Cabuladores
- O Garimpeiro
- Cobradores e Caloteiros
- Esse Peru é um Problema!
- Hoje é Dia de Pescaria
- O Exterminador
- Cofre Duro, Miolo Mole
- Esses "Doces" Sobrinhos

### Volume 20
- Um Canteiro... de Arteiros
- O Mapa do Tesouro
- Um Tio cheio de Truques
- Um Pato em Férias
- O Rei da Valsa
- O Trio de Cordas
- Ser Bombeiro é Fogo
- Perigo: Peru
- A Visita do Primo Gastão
- Guarda-Noturno
- Mensageiro
- Pluto Salva o Navio

## Sexta Fase
Histórias publicadas originalmente na revista Walt Disney's Uncle Scrooge de 1963 a 1967, incluindo 2 histórias bônus que não foram publicadas nesse período nem desenhadas por Carl Barks. Histórias marcadas com um asterisco são protagonizadas pelo Professor Pardal e histórias sem marcação são protagonizadas pelo Tio Patinhas.

### Volume 21
- A Coroa dos Maias
- O Intruso Invisível
- A Ilha dos Gansos de Ouro
- Exigências do Protocolo
- Na Rota dos Estranhos Naufrágios
- Com a Mãozinha do Lampadinha*
- Limonadas Honestas
- O Sovina Gastador
- Maquinando viver sem Máquinas*
- As Mil Faces de Maga Patalójika
- O Ouro dos Lunáticos
- Um Tapete das Arábias

### Volume 22
- Como era Verde a Minha Alface
- O Caso das Perucas Catastróficas
- O Carteiro Interplanetário
- O Elefante de Tromba Quadrada
- A Mina da Rainha de Sabá
- A Ferrovia da Cidade-Fantasma
- A Caixinha Preta
- O Dia em que Patópolis parou

### Volume 23
- A Nova Corrida do Ouro
- O Fantasma de Notre Dame
- Quero que vá Tudo pro Inferno
- A Rainha dos Cães Selvagens
- Os Trilhões do Castelo Sinistro
- O Tesouro de Marco Polo
- Os Micropatos do Espaço

### Volume 24
- O Grande Prêmio do Globo de Cristal
- A Rainha das Sereias
- O Rei do Gado
- O Diamante da Maldição
- Jonas Pardal*
- Xá Patinhas, Primeiro e Único
- Vão Devagar, Areias do Tempo
- Cavalgando pela História

## Sétima Fase
Histórias publicadas originalmente na revista Walt Disney's Comics and Stories de 1948 a 1954. Todas as histórias são protagonizadas pelo Pato Donald, exceto "O Rei da Limonada", protagonizada pelo Tio Patinhas.

### Volume 25
- O Hipnotizador
- Educação Moderna, Paciência Antiga
- Corrida Fórmula Lua
- Patrulheiro Praieiro
- Tudo Pela Margarida
- O Golpe da Sorte
- Pérolas, Para Que te quero!
- Perdendo a Esportiva
- Show Além dos Limites
- Molecagens Imediatas de Primeiro Grau
- Como Curar Pesadelos
- Um Caso Cavalar
- Nem Só com Sorte se Cava a Vida
- Quem Nasceu para Tostão...
- O Eco Ilógico
- É Isso Aí, Bichos!
- Superdonald

### Volume 26
- A Super-Rã
- A Forquilha Mágica
- Que Ursada!
- Doces Cartas de Amor
- Rip Van Pato
- Espião por Acaso
- O Piquenique de Primavera
- As Penas de Um Pato
- E Quem Salva o São-Bernardo?
- Se Eu Tivesse um Milhão...
- 1º de Abril
- O Grande Ator
- Lago do Azar de Fevereiro
- Moedas Raras às Pampas
- Sorte de Quem Tem Azar
- Generais de Dez Estrelas
- Cabuladores Encabulados

### Volume 27
- O Vil Metal e os Vilões
- O Dinheiro que Virou Picolé
- O Peru de Natal
- A Avalanche
- O mais Rico do Mundo
- O Pombo-Correio
- A Sorte é para quem tem
- Esses Birutas e Suas Maravilhosas Invenções
- As Melhores Férias de Nossas Vidas!
- O Rei da Sorte
- Um Bilhão de Dores de Cabeça
- A Arma Hipnótica
- Um Milhão de Omeletes
- A Azar do Sortudo
- O Preço do Peru
- Cara ou Coroa
- O Carteiro não pode parar

### Volume 28
- Feitiço x Feiticeiro
- A Vida é Dura
- Minhocas Maravilhosas
- Corretagem Não é Peraltagem
- Procura-se um Herdeiro
- E as Chuvas Chegaram
- A Escalada Milionária
- Sobrinhos Apicultores, Tio Abelhudo
- Como se Faz um Despejo
- Um Camelo de Graça... É Caro
- O Faz-Tudo
- Chefe de Estação
- Os Azares da Sorte
- A Farinha Atômica
- O Preço da Glória
- Espírito Esportivo
- O Rei da Limonada

## Oitava Fase
Histórias publicadas originalmente nas revistas Four Color de 1951 a 1952 e Walt Disney's Donald Duck de 1952 a 1971 e em edições especiais da década de 50; e quatro histórias bônus, incluindo remakes de histórias clássicas.

### Volume 29
- O Agente Secreto
- O Encantador de Serpentes
- Na Velha Califórnia
- O Lobisomem do Ártico
- O Lobisomem do Ártico (remake)
- A Mina Perdida do Perneta
- Os Laços da Lei

### Volume 30
- O Trenzinho da Alegria
- O Capacete de Ouro
- O Cacique Dourado
- O Segredo de Hondorica
- O Guarda Substituto
- O Guarda Substituto (remake)
- O Mestre Vidraceiro

### Volume 31
- A Noite das Bruxas
- O Enganador de Duendes
- Aventura no Vale Proibido
- Monstros Pré-Fabricados
- Vida de Pato
- Vida de Pato (remake)
- Corrida de Esqui Aquático
- Aventura em Nada de Nada

### Volume 32
- Tempo de Férias
- O Supervisor do Acampamento
- Vovó Donalda
- Férias para quê?
- O Astro Selvagem
- Carta para Papai Noel
- O Presente
- O Presente da Vovó
- Natal em Patópolis
- Asas da Confusão

## Nona Fase
Histórias publicadas originalmente na revista Walt Disney's Comics and Stories de 1959 a 1966; e duas histórias censuradas na época de sua produção (publicadas pela primeira vez somente em 1974).

### Volume 33
- O Museu de Cera
- Sob o Gelo Polar
- Sobrinhos Cavaleiros
- Correio do Velho Oeste
- O Pato que Comprou uma Ilha
- O Criador de Rãs
- O Mistério do Lago
- Pajem Quadrúpede
- O Ferreiro da Vila
- Um Falcão Assustado
- Pato Donald e seu Pedrificador
- Folias Aéreas
- O Que Há com Seu Peru?
- Um Pato em Órbita
- Em Busca da Fama
- O Pescador de Bacalhaus

### Volume 34
- Quatro Patos na Idade da Pedra
- Um Turista do Barulho
- Brincadeiras da Ciência
- Convescote Social
- Um Pato sem Sorte
- O Olho Mágico
- O Apanhador de Cachorros
- O Dia das Bruxas
- Gasolina Superzum
- Tempestade em Cabo Quac
- A Máquina de Filmar
- O Dia dos Namorados
- Um Arqueiro em Apuros
- A Balsa Alegre
- Cachorradas do Sabujo
- Cinco Centavos de Férias

### Volume 35
- A Feira das Confusões
- O Mestre Demolidor
- A Operação Corvo
- O Guarda-Florestal
- Troncos e Galhos Familiares
- A Avenida de Ouro
- O Gerente de Confusões
- O Baile do Visco
- O Vale que Nada Vale
- Barbeiragens
- Turismo de Pato
- Uma Questão de Sobrevivência
- O Príncipe das Minhocas
- O Rio das Grandes Decisões
- O Festival de Mascotes
- Quando a Dancite atacou Patópolis

### Volume 36

#### Histórias publicadas emWalt Disney's Comics and Stories, entre 1963 e 1966
- Parque de Tapeações
- Os Dois Impostores
- Guerra ao Vizinho
- O Campeão dos Refris
- O Navio Sinistro do Capitão Geada
- O Portador da Tocha Olímpica
- O Herói do Dique
- Guerrinha de Quintal
- Os Ovos Que Não Podiam Quebrar
- O Hércules Instantâneo
- O Grande Torneio dos Patinadores
- Um Milhão de Macacos
- O Rei da Beleza
- A Lenda do Albatroz

#### História publicada nosPaíses BaixosemDonald Duck, em 1974
- O Leiteiro

#### História publicada nosPaíses BaixosemInkt, em 1976
- Noite Feliz

## Décima Fase

### Volume 37
Todas as histórias são protagonizadas por Donald, exceto O Caso do Chapéu Vermelho (Mickey), O Rei do Sertão (Tio Patinhas e Vovó Donalda) e Foguete a Vapor (Prof. Pardal).

#### Histórias publicadas emBoys' and Girls' March of Comics Giveaways, entre 1947 e 1949
- Os Tigres Reais
- Só Quero Sossego
- Os Caçadores da Borboleta Perdida
- Primo, Você É Que Tem Sorte...

#### Histórias publicadas emFirestone Giveaway, entre 1945 e 1949
- O Melhor Natal
- Natal Surpresa
- Feliz Natal, Sobrinhos!
- Na Terra dos Brinquedos
- Natal É Para Todos

#### História publicada emCheerios Premiums Y, em 1947
- A Bomba Atômica

#### História publicada emKites Giveaway, em 1954
- Pato Donald Fala Sobre Pipas!

#### História publicada emWalt Disney's Mickey Mouse, em 1945
- O Caso do Chapéu Vermelho

#### História publicada emDell Giant (Christmas Parade), em 1959
- O Chachachá de Natal

#### História publicada emWalt Disney's Vacation in Disneyland, em 1959
- Rei do Sertão

#### História publicada emMickey Mouse Almanac, em 1957
- Foguete a Vapor

### Volume 38
Histórias marcadas com um asterisco: Tio Patinhas. Dois asteriscos: Tio Patinhas e Prof. Pardal. Três asteriscos: Pato Donald. Quatro asteriscos: Prof. Pardal e Gansolino. Sem marcação: Prof. Pardal.

#### História publicada emChristmas in Disneyland, em 1957
- O Tabu das Pérolas Negras*

#### História publicada emDisneyland Brithday Party, em 1958
- A Caixa-Forte**

#### História publicada emUncle Scrooge Goes to Disneyland, em 1957
- A Fantástica Corrida de Barcos*

#### Histórias publicadas emWalt Disney's Vacation in Disneyland, em 1959
- Sobrinhos Alpinistas***
- Planeta Ideal****

#### História publicada emMickey Mouse Almanac, em 1957
- Futebol Americano*

#### História pubicada emPicnic Party, em 1957
- O Piquenique

#### História publicada nosEUAem 1960 comoDonald Duck and the Christmas Carol
- O Natal do Tio Patinhas*

#### Histórias publicadas emWalt Dsiney's Gyro Gearloose, em 1959
- O Tira-Prosa
- A Cegonha Cabeçuda
- Melodia que Deleite
- Procura-se um Pé de Coelho
- A Caverna dos Ventos
- Inundações no Sítio
- O Intacável
- O Domador de Ursos
- O Cubo

### Volume 39
As cinco primeiras histórias são protagonizadas pelo Prof. Pardal. As nove últimas pela Vovó Donalda. E as outras pela Margarida.

#### Histórias publicadas emWalt Disney's Gyro Gearloose, em 1961
- Monstrópolis
- Força Total
- Gênio Náufrago Não se Aperta
- Búfalos-Vapor

#### História publicada nosPaíses BaixosemDonald Duck, em 1990
- Ratos, Sigam-me!

#### Histórias publicadas emWalt Disney's Daisy Duck's Diary, entre 1959 e 1960
- Todo Silêncio É Pouco
- Meu Tipo Incorrigível
- Pajeando Pela Televisão
- Venha Como Estiver
- Concursos de Beleza
- Uma Situação Difícil
- O Anel Misterioso
- Ajuda Demais Atrapalha
- Bancando a Chefe
- A Arte de Ser Original

#### História publicada emWalt Disney's Comics Digest, em 1968
- Vocação Para Nada

#### Histórias publicadas emWalt Disney's Grandma Duck's Farm Friends, em 1961
- Espantalho de Carne e Osso
- Tio Patinhas no Sítio
- O Cata-Vento Previsor do Tempo
- Vaqueiros Pastores
- O Coronel Carrancudo
- O Degelador de Neve
- Esqui Milionário
- Quem Ajuda... Estorva!
- O Dia em Que o Sítio Parou

### Volume 40
Histórias publicadas em Huey, Dewey and Louie Junior Woodchucks, entre 1970 e 1972. Todas as histórias são protagonizadas pelos Escoteiros-Mirins.
- A Floresta Negra em Perigo
- Com o Perigo Não se Brinca
- Uma Baleia Abala Muita Gente
- Deixe em Paz os Velhos Ossos
- A Sorte É uma Questão de Peso
- A Força da Vitamina Zá
- Operação Seiva
- A Brigada das Garrafas
- O Sabotador
- As Águias do Monte Calvo
- O Supercão dos Ventos Uivantes
- A Grande Lição
- Os Tijolos de Ouro
- Os Amigos das Baleias

### Volume 41
Todas as histórias são protagonizadas pelos Escoteiros-Mirins, exceto as três últimas, que são protagonizadas pela Vovó Donalda.

#### Histórias publicadas emHuey, Dewey and Louie Junior Woodchucks, entre 1972 e 1974
- O Dia em Que a Montanha Tremeu
- A Casa do Barulho
- Onde Há Fumaça...
- O Dragão do Lago Menor
- A Casa de Chá do Dragão Feliz
- Zoológico em uma Tacada Só
- Ao Vencedor, as Medalhas
- O Projeto Secreto
- A Grande A.R.C.A. dos Escoteiros-Mirins
- O Verdadeiro Herói

#### Histórias publicadas emWalt Disney's Grandma Duck's Farm Friends, em 1961
- As Touradas do Gastão
- O Salvador Salvado

#### História publicada emWalt Disney's Comics and Stories, em 1951
- Pega Ladrão!